# Schinkennudeln

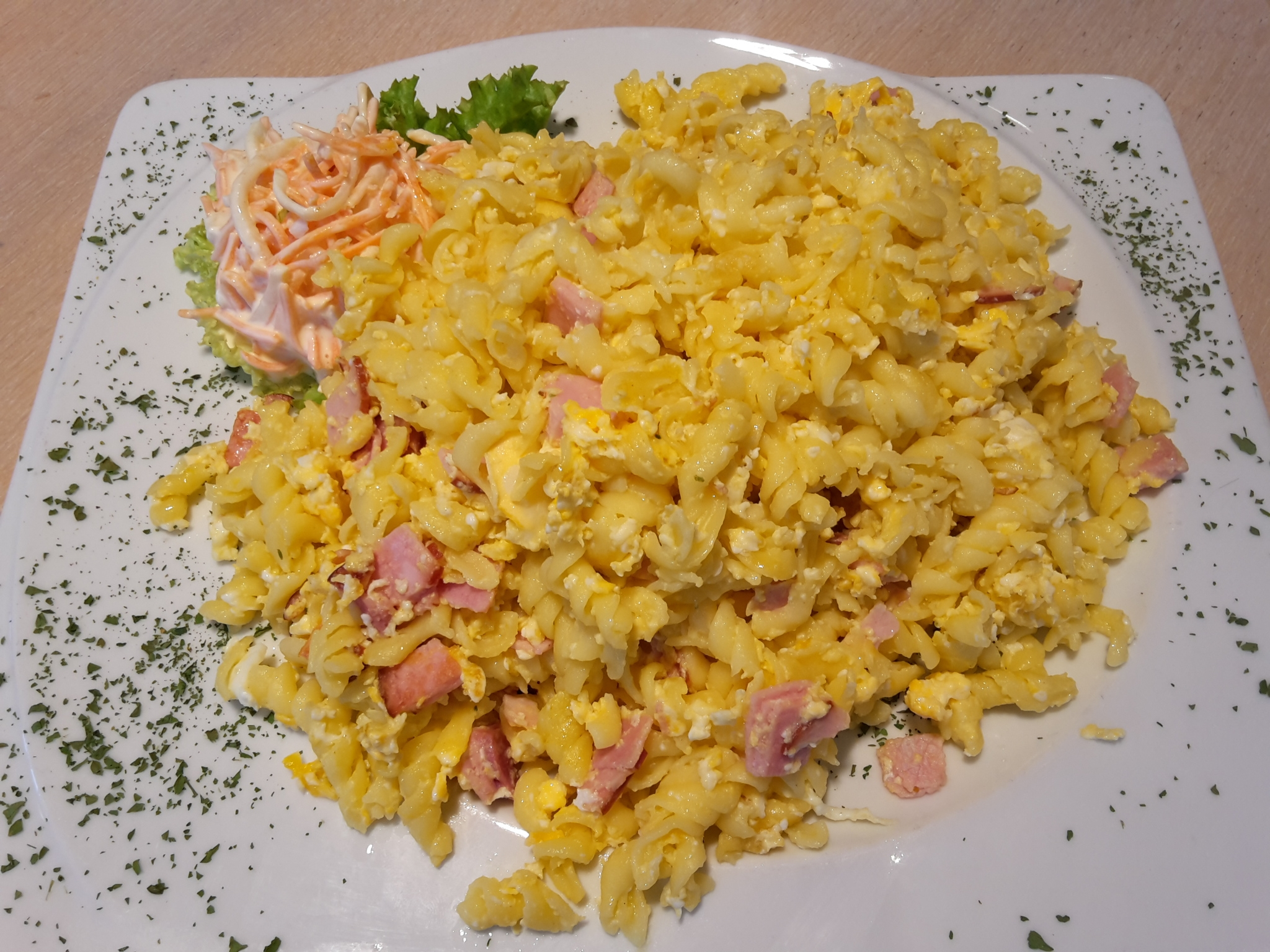
Schinkennudeln

Schinkennudeln ist ein Gericht der deutschen Küche, das aus Nudeln, Schinken und je nach Rezept Sahne, Ei und Käse zubereitet wird.
Die Zubereitung variiert nach Region und Rezept. Es können geräucherter oder gekochter Schinken, auch Speck verwendet werden. Typisch ist die Zugabe von Sahne oder Sauerrahm, auch mit Ei oder Käse vermischt und die Würzung mit Muskat. Gedünstete Zwiebeln sind ebenfalls üblich. Meist wird die Mischung aus gekochten Nudeln und den weiteren Zutaten in der Pfanne noch einmal erhitzt oder im Ofen überbacken.
In bayerisch Schwaben ist Schinkennudeln mit Apfelmus ein weit verbreitetes Gericht. Zu klassischen Schinkennudeln wird Kochschinken, selten Speck, angebraten und mit Bandnudeln und Ei geschwenkt. Auf Sahne, Sauerrahm oder Käse wird dabei verzichtet. Dazu wird Apfelmus als Dip oder als Topping serviert.